# Бое (Лот и Гарона)
Бое (фр. Boé) насеље је и општина у југозападној Француској у региону Аквитанија, у департману Лот и Гарона која припада префектури Ажан.
По подацима из 2011. године у општини је живело 5.439 становника, а густина насељености је износила 329,64 становника/km². Општина се простире на површини од 16,5 km². Налази се на средњој надморској висини од 51 метар (максималној 59 m, а минималној 37 m).

## Демографија
| 1962. | 1968. | 1975. | 1982. | 1990. | 1999. | 2011. |
| ----- | ----- | ----- | ----- | ----- | ----- | ----- |
| 2.158 | 2.633 | 3.231 | 3.960 | 4.021 | 4.503 | 5.439 |

График промене броја становника у току последњих година